# Лейграф, Ханс
Ханс Лейграф (швед. Hans Leygraf; 7 сентября 1920, Стокгольм — 12 февраля 2011, Стокгольм) — шведский пианист и музыкальный педагог.
Сын немца и уроженки Австрии, обосновавшихся в Швеции в 1914 году. Учился в Стокгольме у Готфрида Боона, затем в Германии и Швейцарии, в том числе у Анны Хирцель-Лангенхан. В девятилетнем возрасте дебютировал с оркестром, в 1933 г. дал в Стокгольме первый сольный концерт.
В 1940-е гг. примыкал к группе авангардно ориентированных музыкантов, сложившейся вокруг Карла Биргера Блумдаля, пробовал себя как композитор. Активно концертировал в Швеции, гастролировал по всему миру как солист и во главе фортепианного квартета (в частности, в 1987 г. выступал в Ленинграде). Записал все фортепианные сонаты Вольфганга Амадея Моцарта, а также ряд других моцартовских произведений, сочинения Йозефа Гайдна, Франца Шуберта и др. — записи сделаны с 1945 по 2007 гг.
С 1960-х гг. уделял много внимания педагогической деятельности. В 1972—1990 гг. был профессором зальцбургского Моцартеума, затем вплоть до 2007 г. продолжал вести в Зальцбурге мастер-класс; среди его учеников, в частности, Эрика Хаазе, Геррит Циттербарт и Маркус Грох.
Член шведской Королевской музыкальной академии (1961).